# Блажич, Миха
Ми́ха Бла́жич (словен. Miha Blažič; родился 8 мая 1993 года, Копер, Словения) — словенский футболист, защитник клуба «Лех» и сборной Словении.

## Клубная карьера
Блажич — воспитанник клуба «Копер» из своего родного города. 12 марта 2011 года в матче против «Рудара» он дебютировал в чемпионате Словении. 10 марта 2013 года поединке против «Рудара» Миха забил свой первый гол за «Копер». В 2015 году он помог клубу завоевать Кубок Словении. Летом того же года Блажич перешёл в «Домжале». 17 октября в матче против «Крка» он дебютировал за новую команду. 25 октября в поединке против «Горицы» Миха забил свой первый гол за «Домжале». В 2017 году он во второй раз стал обладателем Кубка Словении.
Летом 2017 года Блажич перешёл в венгерский «Ференцварош», подписав контракт на 3 года. 16 сентября в матче против «Гонведа» он дебютировал в чемпионате Венгрии. 25 ноября в поединке против «Халадаш» Миха забил свой первый гол за «Ференцварош». В 2019 году он помог команде выиграть чемпионат, а через год повторил достижение.

## Международная карьера
17 января 2017 года в матче товарищеском матче против сборной Саудовской Аравии Блажич дебютировал за сборную Словении.

## Достижения
«Копер»
- Обладатель Кубка Словении — 2014/2015

 «Домжале»
- Обладатель Кубка Словении — 2016/2017

 «Ференцварош»
- чемпион Венгрии (2) — 2018/2019, 2019/2020